# カントリー娘。大全集②
『カントリー娘。大全集②』（カントリーむすめだいぜんしゅう2）は、カントリー娘。の2枚目のアルバムである。2006年8月23日、アップフロントワークス（zetima)より発売。

## 概要
- 「カントリー娘。」期から「カントリー娘。に紺野と藤本（モーニング娘。）」期まで。

## 収録曲
1. 革命チックKISS
（作詞・作曲：つんく 編曲:高橋諭一 ）
カントリー娘。
2. シャイニング 愛しき貴方
（作詞・作曲：つんく 編曲:鈴木俊介）
カントリー娘。に紺野と藤本（モーニング娘。）
3. 浮気なハニーパイ
（作詞・作曲：つんく 編曲：守尾崇）
カントリー娘。に紺野と藤本（モーニング娘。）
4. 初めてのハッピーバースディ!
（作詞・作曲：つんく 編曲：高橋諭一）
カントリー娘。に石川梨華（モーニング娘｡）
5. 先輩 ～LOVE AGAIN～
（作詞・作曲：つんく、編曲：平田祥一郎）
カントリー娘。に紺野と藤本（モーニング娘。）
6. 色っぽい女 〜SEXY BABY〜
（作詞・作曲：つんく 編曲： 鈴木Daichi秀行）
カントリー娘。に石川梨華（モーニング娘｡）
7. BYE BYE 最後の夜
（作詞・作曲：つんく 編曲：酒井ミキオ）
カントリー娘。に石川梨華（モーニング娘｡）
8. 恋人は心の応援団
（作詞・作曲：つんく 編曲：高橋諭一）
カントリー娘。に石川梨華（モーニング娘｡）
9. 恋がステキな季節
（作詞・作曲：つんく 編曲：鈴木Daichi秀行）
カントリー娘。
10. 北海道シャララ
（作詞:まこと&つんく 作曲：つんく 編曲：高橋諭一）
カントリー娘。
11. 雪景色
（作詞:森高千里 作曲：つんく 編曲：高橋諭一）
カントリー娘。
12. 二人の北海道
（作詞:森高千里 作曲：つんく 編曲：前嶋康明）
カントリー娘。